# 서범식
서범식(徐範植, 1970년 6월 29일 ~ )은 대한민국의 배우 겸 무술감독이다. 1993년 영화 《투캅스》에서 단역으로 출연하며 영화 배우로 데뷔하였다.

## 학력
- 한국체육대학교 체육학과 학사

## 출연작

### 영화
- 1993년 《투캅스》
- 1994년 《게임의 법칙》
- 1995년 《아빠는 보디가드》
- 1995년 《테러리스트》 - 무술연기
- 1995년 《런어웨이》 - 무술팀
- 1996년 《피아노 맨》 - 스턴트
- 1996년 《그들만의 세상》 - 스턴트
- 1996년 《카리스마》 - 최진철 역
- 1997년 《넘버 3》 - 무술지도
- 1997년 《불새》
- 1997년 《스카이 닥터》 - 어깨들 4 역
- 1997년 《꽃을 든 남자》 - 타이슨 부하 역
- 1997년 《깊은 슬픔》 - 스턴트
- 1998년 《투캅스 3》 - 무술팀
- 1998년 《세븐틴》 - 괴청년 2 역
- 1998년 《쉬리》 - 무술팀
- 1998년 《남자의 향기》 - 장승하 부하 역
- 1999년 《주유소 습격사건》 - 스턴트팀
- 1999년 《텔 미 썸싱》 - 스턴트팀
- 2000년 《해변으로 가다》 - 오토바이 청년 역
- 2001년 《하루》 - 사고도로 운전자 역
- 2001년 《흑수선》 - 스턴트 역
- 2001년 《화산고》 - 체육 역
- 2002년 《공공의 적》 - 깍두기 5 역, 무술팀
- 2003년 《이중간첩》 - 덩치 역, 무술팀
- 2003년 《동갑내기 과외하기》 - 험상 1 역
- 2003년 《맛있는 섹스 그리고 사랑》 - 중국집 술취남 역
- 2004년 《풀리쉬 게임》 - 안 실장 역
- 2004년 《나두야 간다》 - 차 실장 역
- 2005년 《안녕, 형아》 - 타잔 역
- 2011년 《패는여자》 ... 독사 역
- 2012년 《전설의 주먹》 - 최중만(거북이) 역
- 2015년 《권법형사: 차이나타운》 - 향보 역
- 2015년 《조선마술사》 - 귀몰수하 덩치 역
- 2016년 《잡아야 산다》 - 안기사 역
- 2017년 《악녀》 - 그림자 2 역
- 2018년 《남자와 여자》 - 무술감독
- 2020년 《프리즈너》 - 박견 역
- 2021년 《미션 파서블》 - 도끼파 보스 역
- 2021년 《핫 블러드》 - 범식 역

### 드라마
- 1995년 MBC 《숙희》
- 1995년 MBC 《거미》
- 1995년 MBC 《제4공화국》
- 1995년 MBC 《전쟁과 사랑》
- 1996년 MBC 《시트콤 남자 셋 여자 셋》
- 1996년 MBC 《미망》
- 1996년 SBS 《임꺽정》
- 1996년 SBS 《시트콤 LA아리랑》
- 1996년 MBC 《화려한 휴가》
- 1997년 SBS 《꿈의 궁전》
- 1997년 MBC 《별은 내 가슴에》
- 1997년 KBS2 《파랑새는 있다》
- 1997년 MBC 《영웅반란》
- 1997년 MBC 《복수혈전》
- 1997년 SBS 《모델》
- 1997년 KBS2 《열애》
- 1997년 KBS2 《폭풍 속으로》
- 1998년 SBS 《순풍 산부인과》
- 1998년 SBS 《홍길동》
- 1998년 MBC 《애드버킷》
- 1998년 MBC 《해바라기》
- 1998년 SBS 《승부사》
- 1998년 SBS 《미우나 고우나》
- 1999년 MBC 《허준》
- 1999년 MBC 《햇빛속으로》
- 1999년 SBS 《해피투게더》
- 1999년 MBC 《점프》
- 1999년 SBS 《고스트》
- 1999년 SBS 《달콤한 신부》
- 2000년 KBS2 《성난 얼굴로 돌아보라》
- 2000년 SBS 《경찰특공대》
- 2000년 MBC 《시트콤 세 친구》
- 2001년 MBC 《상도》 - 임진한 역
- 2001년 MBC 《결혼의 법칙》
- 2001년 MBC 《그 여자네 집》
- 2001년 MBC 《맛있는 청혼》
- 2001년 SBS 《여자》
- 2002년 MBC 《내 이름은 공주》
- 2002년 MBC 《네 멋대로 해라》
- 2002년 SBS 《유리구두》
- 2002년 SBS 《야인시대》 - 요시모토 소위 (일본 유도 헌병 2) 역
- 2002년 SBS 《라이벌》
- 2003년 SBS 《올인》
- 2003년 MBC 《다모》 - 좌포청 포교 역
- 2003년 MBC 《대장금》 - 필두 역 / 무술감독
- 2004년 SBS 《발리에서 생긴 일》 - 건달 역
- 2004년~2005년 MBC 《단팥빵》 - 태권도 사범 역
- 2004년~2005년 MBC 《영웅시대》 - 건달 역
- 2004년 KBS2 《해신》 - 태천 역
- 2004년 MBC 《아일랜드》 - 스턴트
- 2005년 MBC 《신입사원》 - 이종격투기 선수 역
- 2005년 SBS 《서동요》 - 서충 역
- 2006년 MBC 《내 인생의 스페셜》 - 황인석 역
- 2006년 MBC 《진짜 진짜 좋아해》 - 스턴트
- 2006년 MBC 《주몽》 - 무골 역
- 2006년 SBS 《101번째 프로포즈》 - 무술
- 2006년 SBS 《연개소문》 - 고승의 부장 역
- 2007년 SBS 《외과의사 봉달희》 - 무술감독
- 2007년 MBC 《문희》 - 스턴트
- 2007년 MBC 《고맙습니다》 - 스턴트
- 2007년 SBS 《쩐의 전쟁》 - 무술감독
- 2007년 SBS 《쩐의 전쟁 - 보너스 라운드》
- 2007년 MBC 《이산》 - 서장보 역
- 2007년 MBC 《에어시티》
- 2007년 SBS 《왕과 나》 - 무술감독
- 2007년 MBC 《태왕사신기》 - 백제진성 성주 (처로의 아버지) 역
- 2008년 MBC 《나도 잘 모르지만》 - 스턴트
- 2008년 MBC 《에덴의 동쪽》 - 무술연출
- 2008년 SBS 《바람의 화원》 - 호위무사 역 / 무술
- 2008년 MBC 드라마넷 《서울무림전》 - 무술감독
- 2009년 MBC 《선덕여왕》 - 가백 장군 역
- 2009년 MBC 《혼》
- 2009년 MBC 《탐나는도다》 - 전치용 역
- 2010년 SBS 《검사 프린세스》 - 강 실장 역
- 2010년 SBS 《자이언트》 - 차부철의 부하 역
- 2010년 MBC 《런닝, 구》 - 황 감독 역
- 2011년 SBS 《시티헌터》 - 김종식의 수하 역
- 2011년 SBS 《뿌리깊은 나무》 - 윤서진 역
- 2011년 MBC 《계백》 - 사걸 역
- 2011년 MBC 《빛과 그림자》 - 장철환의 경호원 역
- 2012년 JTBC 《인수대비》 - 윤자명 역
- 2012년 MBC 《무신》
- 2012년 MBC 《마의》 - 강정두 역
- 2012년 KBS2 《전우치》 - 스님 역
- 2013년 JTBC 《궁중잔혹사 - 꽃들의 전쟁》 - 김자점의 심복 역
- 2013년 MBC 《스캔들: 매우 충격적이고 부도덕한 사건》 - 이 형사 역
- 2013년 MBC 《기황후》 - 원진 역
- 2013년 MBC 《드라마 페스티벌 - 아프리카에서 살아남는 법》 - (우정출연) / 무술감독
- 2013년~2014년 SBS 《별에서 온 그대》 - 무술감독 역
- 2014년 KBS 《감격시대: 투신의 탄생》 - 마강 (도박싸움판 싸움꾼) 역
- 2014년 MBC 《내 생애 봄날》 - 스턴트 & 무술
- 2015년 MBC 《화정》 - 홍주원의 호위무사 역
- 2015년 MBC 《밤을 걷는 선비》
- 2015년 SBS 《육룡이 나르샤》 - 명나라 무사 역
- 2016년 MBC 《굿바이 미스터 블랙》 - 박범식 실장 (백은도의 비서) 역
- 2016년 MBC 《옥중화》 - 주철기 역
- 2016년 SBS 《푸른 바다의 전설》 - 깡패 역
- 2016년 MBC 《불야성》 - 무술감독
- 2017년 SBS 《언니는 살아있다》 - 오성진 비서 역
- 2017년 MBC 《왕은 사랑한다》
- 2018년 MBN 《설렘주의보》
- 2019년 JTBC 《으라차차 와이키키 2》 -  스턴트 배우 역
- 2019년 MBC 《특별근로감독관 조장풍》
- 2019년 MBC 《웰컴2라이프》 - 주명기 역 (특별출연)
- 2020년 SBS 《굿캐스팅》
- 2021년 MBN 《보쌈 - 운명을 훔치다》 - 중영 역
- 2023년 MBC 《연인》 - 청병 대장 역